# Farinotom
Farinotom – urządzenie wykorzystywane do jednoczesnego przecięcia 50 ziaren zbóż w celu oceny ich struktury wewnętrznej, a dokładniej stopnia mączystości i szklistości. Na podstawie przekrojów określa się procentowy udział ziaren mączystych, półszklistych i szklistych. Ziarna mączyste charakteryzują się matowym, kredowobiałym przekrojem i wyższą zawartością skrobi, natomiast ziarna szkliste mają błyszczący, rogowy przekrój i zawierają więcej białka. Rodzaj dominujących ziaren wpływa na przeznaczenie zboża – zboże z przewagą ziaren szklistych lepiej nadaje się na słód gorzelniczy, a z większą ilością ziaren mączystych – na słód browarniczy.